# Dalum
Dalum ist ein Ort in der Gemeinde Geeste im niedersächsischen Landkreis Emsland und mit rund 4.800 Einwohnern deren größter Gemeindeteil.

## Geographie
Dalum liegt an der Ems zwischen Lingen und Meppen. Die Ortschaft besteht aus den Teilen Dalum Dorf, Dalumer Rull, Großer Sand, Siedlung, Neuer Kamp und der Kottheide.

## Geschichte

### Von der Urzeit bis zum 19. Jahrhundert
Bereits in vorgeschichtlicher Zeit lebten Menschen in der Gegend der heutigen Gemeinde Geeste. Davon zeugen Großsteingräber aus der Steinzeit (3300 – 2500/2200 v. Chr.) auf dem Hümmling sowie Geester Bodenfunde aus der Bronzezeit, der vorrömischen Eisenzeit und der römischen Kaiserzeit (2500/2200 v. Chr. – ca. 375 n. Chr.). Aus der vorrömischen Eisenzeit gibt es aus dem Raum Dalum/Geeste einzelne Fundstücke. Im Baugebiet Kottbree wurde in einer Urne als Beigabe eine kleine Bronzenadel entdeckt. Bereits in den 1950er Jahren wurde ein ausgedehnter Urnenfriedhof südöstlich von Dalum in der Flur „Dalen“ entdeckt. Auf der Kottheide wurde zudem ein Bronzebeil gefunden.
Im Zuge der Christianisierung seit 780 n. Chr. finden sich erstmals auch entsprechende Ortsnamen dieser alten Siedlungen am Flusslauf der Ems in schriftlichen Dokumenten, so unter anderem Dalum (Ersterwähnung um 1000 als „Dalem“, „Dalham“), Geeste (Ersterwähnung 890 als „Geczi“) und Hesepe (Ersterwähnung um 1000 als „Hasba“), später auch Bramhar (Ersterwähnung 1480 als „Braom“, „Bramhaar“) und Varloh (Ersterwähnung 1146 als „Varnla“), während Osterbrock als „Gut Geeste“ erst im ersten Drittel des 20. Jahrhunderts gegründet wird.

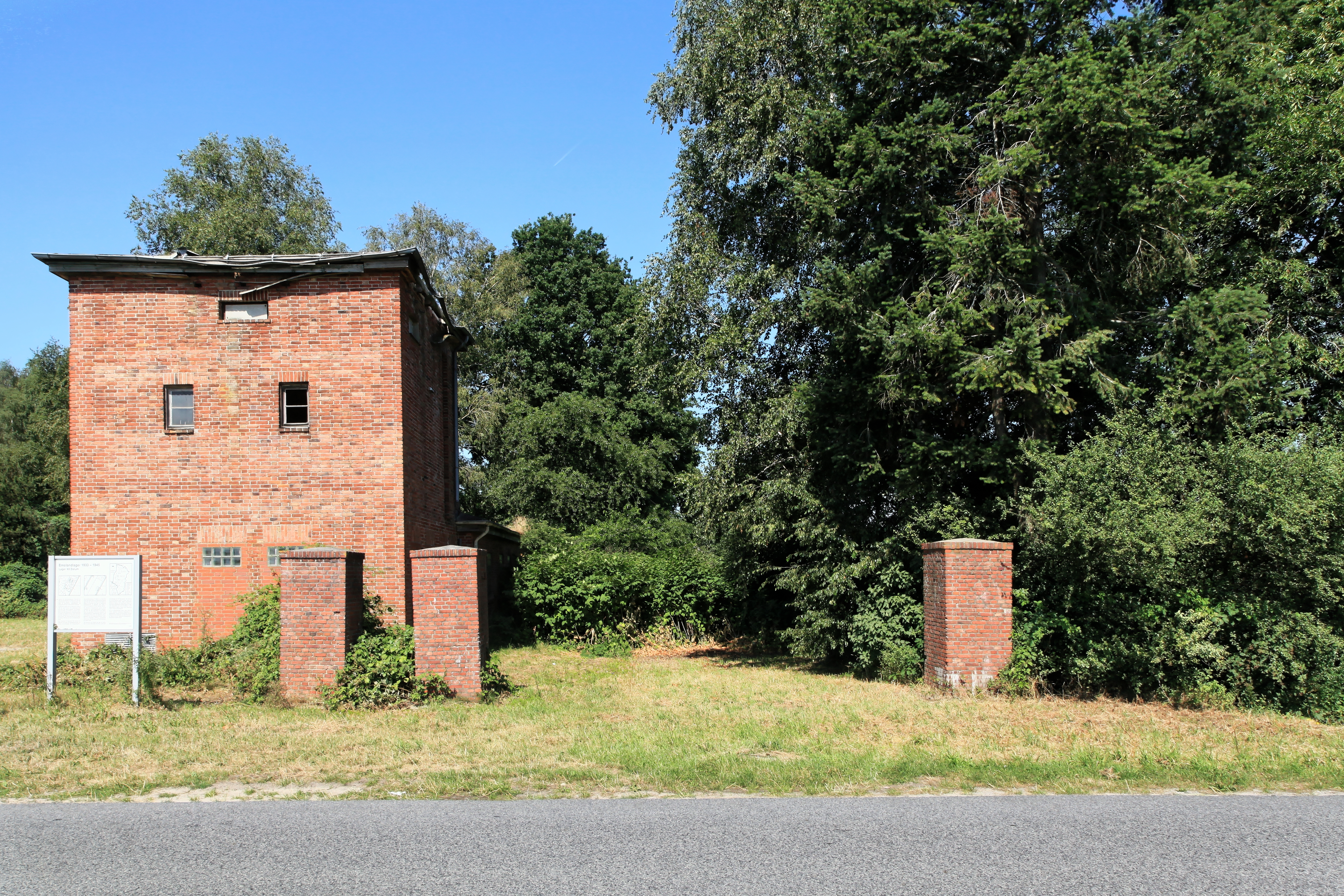
Emslandlager Dalum 2010

### Emslandlager XII, Dalum

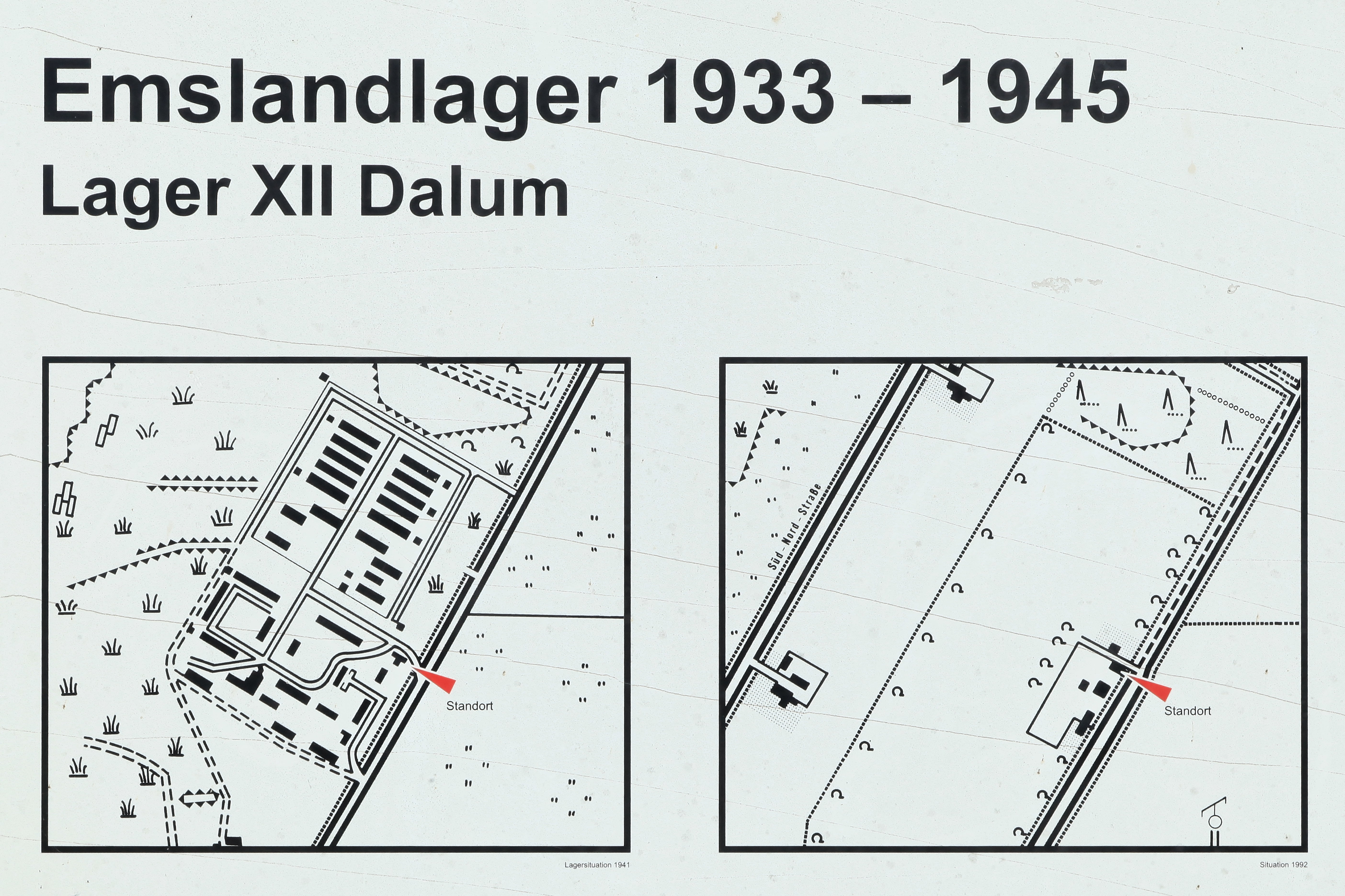
Plan von Emslandlager Dalum 1945 und 2010

Dass die Gefangenen im Lager Dalum schlecht behandelt wurden, konnte in Dalum nicht verborgen bleiben. Die Emslandlager wurden vor der Bevölkerung bewusst nicht „versteckt“; sie sollten als Warnung vor oppositionellem Verhalten dienen. In Dörfern wie Fullen bei Meppen waren diese sogar ausgeschildert.
Nachdem die ersten sowjetischen Kriegsgefangenen, die im Lager Dalum starben, auf dem Friedhof der katholischen Gemeinde bestattet worden waren, regte sich Widerstand. Der Lagerkommandant meldete dem Wehrkreiskommando Münster am 20. August 1941: Mit der Zunahme der Todesfälle bei den russischen Kriegsgefangenen ... hat auch die Erregung der Bevölkerung zugenommen, die nicht dulden will, das Bolschewisten auf ihrem Friedhof beerdigt werden. Daraufhin wurde zwei Kilometer vom Lager entfernt ein Lagerfriedhof eingerichtet, auf dem 8.000–16.000 Tote ruhen. Die meisten von ihnen sind in Massengräbern beigesetzt und namentlich bekannt, wobei hier die Öffnung der russischen Archive mehr Klarheit erreichen wird. Bei dieser hohen Zahl muss berücksichtigt werden, dass auch verstorbene Gefangene aus anderen Lagern (Alexisdorf, Wietmarschen) hier bestattet wurden.
Die Orte südlich von Dalum (Wachendorf und Lingen) waren von britischen Streitkräften eingenommen worden. Dalum selbst sowie das zu diesem Zeitpunkt schon vollständig geräumte Lager Dalum wurden am 6. April 1945 von Teilen der 4th Canadian Armoured Division erreicht. Die kanadische Einheit befand sich auf dem Weg in die strategisch wichtige Stadt Meppen und zur Ems. Sie sollte über Sögel, Werlte, Friesoythe und Cloppenburg nach Bad Zwischenahn vorstoßen, um die deutschen Truppen im Emsland, in Ostfriesland und im Nordosten der Niederlande abzuschneiden. Bevor die Front durch Dalum stieß, wurde die Bevölkerung von den alliierten Truppen aufgerufen, brennbares Material wie Möbel aus den Häusern zu schaffen und sich in den mittlerweile leerstehenden Lagern zu sammeln.
Eine Gruppe ehemaliger dänischer Häftlinge besucht bis heute jedes Jahr regelmäßig das ehemalige Außenlager des KZ Neuengamme und gedenkt der Toten auf dem Lagerfriedhof mit einer Kranzniederlegung.

### Nachkriegszeit
Nach Ende des Krieges im Mai 1945 blieben Teile des Lagers weiterhin bestehen und wurden u. a. als Unterkünfte für Displaced Persons (DP) genutzt. Der Großteil von ihnen waren, wie im gesamten Emsland, Polen. Außerdem mussten vor allem landwirtschaftliche Betriebe mindestens eine Person aufnehmen. Einige der Opfer des Nationalsozialismus glaubten sich im Recht, wenig rücksichtsvoll mit den Ortsansässigen umgehen zu dürfen. Häufige Auseinandersetzungen waren die Folge; die Einheimischen klagten über Diebstähle, die von der kanadischen Militärverwaltung zunächst nicht oder selten geahndet wurden, wobei der Oberbefehlshabende Offizier der kanadischen Besatzungstruppen, Christopher Vokes, im späteren Verlauf zunehmend derartige Vergehen mit der Ausweisung polnischer oder sowjetischer DPs in ihre Heimatländer ahndete. 
Zwischenzeitlich – um 1950 – nutzten ein Möbelvertrieb und die Gewerkschaft Elwerath das einstige Lagergelände, bis die Reste des Lagers einige Jahre danach abgerissen und das Gelände eingeebnet wurde. Nur ein Transformatorenhaus, das auch dem Wasserwerk nebenan diente, und drei Pfosten des Eingangstores blieben stehen. Diese Überreste des Lagers stehen als mahnende Zeugnisse der Vergangenheit unter Denkmalschutz. Für die zukünftige Nutzung wird darüber nachgedacht, weitere Informationstafeln in Form einer Dauerausstellung zu platzieren, um die wechselnden Funktionen des Lagers für künftige Generationen zu veranschaulichen und zu erhalten.

### Ölförderung
Schon seit Beginn der 1940er Jahre wurden in Dalum Ölvorkommen entdeckt und durch die Firma Elwerath, deren Niederlassung sich gegenüber dem heutigen Trocknungswerk befand, gefördert. Dank des Emslandplans konnte die Fördermenge Anfang der 1950er Jahre deutlich gesteigert werden. Die Anzahl der Fördertürme (bzw. später sogenannte Nickpumpen) wuchs vor allem in der Kottheide zwischen dem Ortskern und dem benachbarten Wachendorf. Das geförderte Öl hatte jedoch wegen seiner Zähflüssigkeit gegenüber anderen, reichhaltigeren Vorkommen in der Region erhebliche Nachteile und ließ sich nur mit hohem Aufwand raffinieren. 1950 wurde in Holthausen durch das Firmenkonsortium Elwerath-Preussag und Wintershall mit dem Bau einer Raffinerie begonnen, die dieses Öl verarbeiten konnte und vor allem unnötige Transportkosten sparen sollte. Doch aufgrund des immer billiger werdenden Öls aus dem Nahen Osten schrumpfte die regionale Fördermenge im Laufe der nächsten zwei Jahrzehnte immer weiter. Heute gibt es noch zwei inaktive Nickpumpen zu Anschauungszwecken in Dalum.
Südlich des ehemaligen Lagers XII wurde über Jahrzehnte hinweg (von 1952 bis 1977) Bohrschlamm – welcher bei den Bohrungen der einzelnen Ölförderplattformen entstand – entsorgt. Das Lager trug nun die Bezeichnung „Erika“, wobei einige der ehemaligen Baracken auch von der damaligen Gewerkschaft Elwerath genutzt wurden. In den Jahren 2015–2017 wurde die ehemalige Bohrschlammgrube aufwändig ausgekoffert, der kontaminierte Sand entsorgt (insgesamt ca. 106.000 m³) und anschließend renaturiert.
Ebenfalls vom Emslandplan gefördert, entstand in Dalum in den 1950er Jahren der Ortsteil Neuer Kamp, in dem sich vor allem Heimatvertriebene ansiedelten. Darauf weisen auch die Straßennamen hin, die an ostpreußische und schlesische Städte erinnern.

### Eingemeindung
Dalum hatte bis 1971 den Status einer Gemeinde – wie auch die Nachbarorte Geeste und Osterbrock. Am 1. Februar 1971 wurden die drei Orte zur Gemeinde Geeste zusammengeschlossen. Verwaltungssitz wurde Dalum. Am 1. März 1974 folgten Bramhar, Groß Hesepe und Varloh.

## Politik

### Bürgermeister
- 1920–1946: Heinrich Aepken
- 1946–1953: Bernhard Lüken
- 1954–1956: H. Altgilbers
- 1956–1969: Hermann Aepken
- 1969–1971: Johannes Over

### Gemeindedirektoren
- 1953–1967: Bernhard Lüken
- 1967–1971: Heinrich Brinkmann (bis 1995 neue Gem. Geeste)

Das Rathaus der Gemeinde Geeste befindet sich im Zentrum Dalums.
Bürgermeister der Gemeinde Geeste ist seit dem 1. November 2014 Helmut Höke (CDU).

## Sport

### Fußball
Die erste Herrenmannschaft des SV Dalum spielt 2020/2021 in der Kreisliga; die zweite Herrenmannschaft spielt 2020/2021 in der 3. Kreisklasse Emsland-Mitte.

### Handball
Die 1. Dalumer Herren- sowie die erste Frauen-Mannschaft spielt derzeit in der Regionsoberliga im Bereich Bentheim/Emsland, die 2. Herrenmannschaft und die 2. Frauenmannschaft spielt in der Regionsliga.

### Schwimmen
In Dalum gibt es einen Schwimmverein, der den Namen „SV Wasserfreunde Dalum“ trägt.

### Tennis
In Dalum gibt es mehrere Tennisplätze, unter anderem am Sportplatz des SV-Dalum.

## Wirtschaft und Infrastruktur
Verkehrsanbindungen:
- Straßenverkehr: A 31/Abfahrt 23, B 70
- Bahn: Bahnhof Geeste (RE „Emsland-Express“ Münster–Emden (stündlich))
- Schiff: Dortmund-Ems-Kanal

## Söhne und Töchter der Gemeinde
- Johann Gerhard Bekel (genannt Hermann Eilers; 1745–1795), Hochmoorpionier